# Thomas Sankara
Thomas Isidore Noël Sankara (Yako, 21. prosinca 1949. – Ouagadougou, 15. listopada 1987.) bio je vojni kapetan, 5. predsjednik Gornje Volte – Burkine Faso od 1983. do 1987. godine, revolucionar i teoretičar panafrikanizma.  Po dolasku na vlast pokrenuo je veliki broj reformi te je bio popularan u svom narodu. Zbog svoje karizme i uloge vođe Revolucije, ostao je upamćen pod nadimkom „afrički Che Guevara“. Promijenio je ime države Gornja Volta u Burkina Faso.

## Životopis

### Rani život
Thomas Sankara sin je Marguerite Sankare i Samboa Josepha Sankare rođen je u rimokatoličkoj obitelji 1949. godine u gradu Yakou.  Pohađao je osnovnu školu u Gapui a srednju u Bobo-Dioulassou. Njegov otac borio se u francuskoj vojsci za vrijeme Drugog svjetskog rata i nacisti su ga bili pritvorili. Njegova obitelj je željela da postane katolički svećenik.

### Vojna karijera
Nakon stjecanja osnovnog vojnog znanja u srednjoj školi 1966. godine, karijeru u vojsci započeo je s 19 godina kada je poslan na Madagaskar da se školuje za časnika. Tamo je upoznan s marksističkom literaturom te je bio svjedok narodnih ustanaka protiv Philiberta Tsiranana. Marksizam je bilo presudan za njegovo političko opredjeljenje.
Po povratku u Gornju Voltu 1972. godine, istakao se herojstvom u pograničnom ratu protiv Malija 1974. godine. U kasnijim godinama života, nije se ponosio učešćem u ovom ratu opisujući ga pogrešnim i nepravednim. Dodatne simpatije među građanima glavnog grada Ouagadougoua stekao je svirajući gitaru u glazbenom bendu i vozeći se na motociklu.
Godine 1976. je postao zapovjednik u Centru za vježbavanje komandosa u Pôu. Iste je godine upoznao Blaisea Compaoréa, koji će kasnije biti njegov najbliži suradnik. Ubrzo su njih dvojica, zajedno s još nekoliko voltanskih časnika, postali članovi tajne marksističke grupe časnika.

### Ulazak u politiku
Sankara je ušao u politiku rujna 1981. godine kada je bio postavljen za državnog tajnika za informacije u vojnoj vladi. Međutim, dao je ostavku na tu funkciju 21. travnja 1982. godine i prešao u oporbu vladi, jer mu se nije sviđalo što rade protiv općih interesa naroda.
Nakon puča 7. studenog 1982. godine od strane bojnika Jean-Batista Uedraogoa, Sankara je postao premijer, ali je otpušten 17. svibnja i stavljen u kućni pritvor nakon posjete sina francuskog predsjednika i savjetnika za afrička pitanja, Jean-Christophea Mitterranda. Stavljanje još dvojice časnika u pritvor uzrokovalo je narodni ustanak.

### Predsjedništvo
Blaise Compaoré organizirao je 4. kolovoza 1983. godine puč nakon kojeg je Sankara postao novi predsjednik Gornje Volte. Kao revolucionar, bio je inspiriran kubanskim revolucionarima Fidelom Castrom i Che Guevarom te ganskim vođom Jerryjem Rawlingsom. Pokrenuo je niz reformi koje je nazvao demokratskom i narodnom revolucijom, a njegova politka temeljila se na antiimperijalizmu, borbi protiv korupcije, pošumljavanju zemlje, iskorijevanju gladi, te stavljanju obrazovanja i pružanja zdravstvenih usluga na prvo mjesto.
Jedan od prvih ciljeva koje je trebalo riješiti bilo je poboljšanje statusa žena u državi. Njegova vlada sastojala se od velikog broja zaposlenih žena, što je bio presedan u Zapadnoj Africi. Zabranio je obrezivanje ženskih genitalija, prisilnu udaju i poligamiju, poticao je rad žena u poslovima van kuće, te da pohađaju školu usprkos trudnoći. Sankara je promovirao kontracepciju i ohrabrivao muževe da odlaze na tržnicu i pripremaju ručak kako bi iskusili odgovornost za koju su većinom bile zadužene žene. Sankara je bio prvi afrički vođa koja je postavio žene na visoke položaje u vladi i dozvolio im da grade karijeru u vojsci. Sankarina vlada bila je prva afrička vlada koja je službeno i javno priznala epidemiju side kao glavnu prijetnju Africi.
Na prvu godišnjicu svog dolaska na vlast, Gornja Volta je preimenovana u Burkinu Faso, što u prijevodu s jezika Mosi i Bamanankan znači „zemlja uspravnih ljudi“. Izrađena je nova zastava, a Sankara je napisao i novu himnu Une Seule Nuit.

### Ubojstvo
Dana 15. listopada 1987. godine izvršen je državni udar. Sankaru je ubila naoružana skupina, koju je organizirao njegov bivši suradnik Blaise Compaoré. Sankarino tijelo je raskomadano i pokopano u neoznačenom grobu, njegova udovica i dvoje djece pobjegli su iz zemlje. Compaoré je odmah preokrenuo nacionalizacija, poništio gotovo sve Sankarine odluke, vratio Burkinu Faso u članstvo Međunarodnog monetarnog fonda i Svjetske banke i s vremenom uklonio gotovo sva obilježja Sankarine vladavine.

## Vanjske poveznice

### Video/Film
- Thomas Sankara, pravedan čovjek
- Video trailer za Thomas Sankara:  pravedan čovjek
- Kratka počast video sa slikama s YouTube
- Govor Thomasa Sankara (dio 1) --- dio 2 na OAU-u 29. srpnja 1987.
- Kapetan Thomas Sankara od Christophea Cupelina, 2012.  Arhivirana inačica izvorne stranice od 3. siječnja 2014. (Wayback Machine)